# Aurelio Andreazzoli
Aurelio Andreazzoli (Massa, 5 november 1953) is een Italiaans voetbaltrainer, die als laatste als hoofdtrainer werkte bij Genoa CFC.

## Carrière
Andreazzoli vertrok in 2005 naar AS Roma, toen hij bij de Romeinse club assistent-trainer werd van hoofdcoach Luciano Spalletti. Na het vertrek van Spalletti werd hij van de hand gedaan, maar tussen 2011 en 2013 was hij opnieuw actief als rechterhand van achtereenvolgens Vincenzo Montella, Luis Enrique en Zdeněk Zeman. Op 2 februari 2013 werd Zeman ontslagen door de clubleiding en kreeg Andreazzoli de taak het seizoen af te maken. Hij won op 17 april 2013 met 2-3 tegen Internazionale, waardoor AS Roma de finale van de Coppa Italia bereikte, die het met 0-1 verloor van rivaal SS Lazio. Op 12 juni 2013 werd bekendgemaakt dat Rudi Garcia als nieuwe coach was binnengehaald, waarmee Andreazzoli aan het einde van zijn termijn zat. Hij bleef wel aan als techniektrainer. Van december 2017 tot november 2018 was hij trainer van Empoli. In maart 2019 werd hij daar opnieuw aangesteld. Medio 2019 werd Andreazzolli trainer van Genoa. In de herfst van 2019 werd hij na tegenvallende resultaten ontslagen.